# 北モロワリ県
北モロワリ県(きたモロワリけん、インドネシア語: Kabupaten Morowali Utara)はインドネシアの中部スラウェシ州に位置する県。県都はコロノダレ。
2013年4月12日にモロワリ県の一部を分割して設立された。
インドネシアと中国企業の合弁会社が県内にニッケルの精錬所を建設している。

## 自治体
県は10の郡（kecamatan）からなる。
1. Mori Atas
2. Mori Utara
3. Petasia
4. Petasia Timur
5. Petasia Barat
6. Mamosalato
7. Bungku Utara
8. Soyo Jaya
9. Lembo
10. Lembo Raya

## 註
1. ↑  “Mendagri resmikan 3 kabupaten baru”.   Sindo News. 2014年3月25日閲覧。
2. ↑  “中国企業との合弁ニッケル精錬所、スラウェシで着工” (2015年8月5日). 2016年4月4日閲覧。